# Récourt
Récourt település Franciaországban, Pas-de-Calais megyében. Lakosainak száma 295 fő (2022. január 1.). Récourt Lécluse, Dury, Écourt-Saint-Quentin és Saudemont községekkel határos.

## Népesség
A település népessége az elmúlt években az alábbi módon változott:
| Lakosok száma | 227  | 221  | 216  | 211  | 209  | 229  | 248  | 271  | 295  |
|               | 2013 | 2015 | 2016 | 2017 | 2018 | 2019 | 2020 | 2021 | 2022 |